# Margarit Jessajan

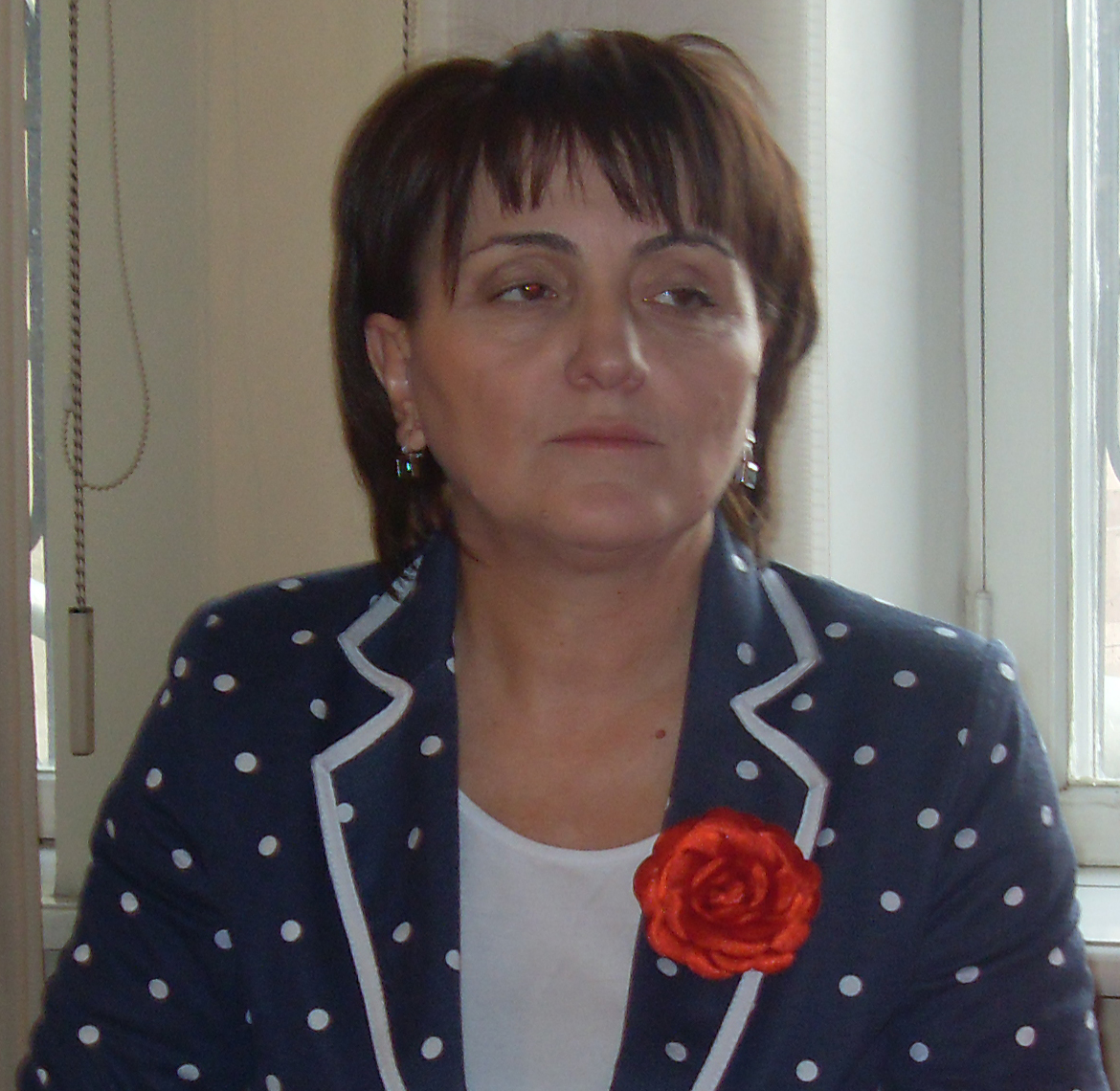
Margarit Jessajan (2012)

Margarit Jessajan (armenisch Մարգարիտ Հենրիկի Եսայան, englisch Margarit Yesayan; * 24. Oktober 1958 in Jerewan, Armenische SSR, Sowjetunion) ist eine armenische Journalistin und Politikerin (Republikanische Partei). Sie war Abgeordnete der armenischen Nationalversammlung von 2012 bis 2019.

## Leben
Margarit Jessajan graduierte 1982 von der Staatlichen Universität Jerewans in armenischer Sprache und Literatur. Von 1983 bis 1986 schrieb sie für die Jugendzeitschrift Pionierruf, danach war sie politische Redakteurin und Kommentatorin von Arawot (auf Deutsch „Der Morgen“), der größten Tageszeitung Armeniens. Zwischendurch, von 1999 bis 2001, engagierte sie sich bei der Radiostation Freedom. Seit 2011 ist sie Dozentin an der Jerewaner Staatlichen W. Brjussow-Universität für Sprachen und Sozialwissenschaften.
Ihr Roman Gyulunya, der 2015 bei Antares erschien, erfuhr auch eine englische Übersetzung.
Sie ist verheiratet und hat drei Kinder.

## Politisches Engagement
Am 6. Mai 2012 wurde sie auf einem Listenplatz der Republikanischen Partei Armeniens in die armenische Nationalversammlung gewählt. In der Nationalversammlung war sie stellvertretende Vorsitzende des Komitees für Menschenrechte und öffentliche Angelegenheiten.

## Auszeichnungen
- 2003: Dankesbrief des armenischen Gesundheitsministeriums
- 2008: Journalistin des Jahres des Magazins De Facto
- 2010: Dankesbrief des Antikorruptionsprogramms der Europäischen Union
- 2011: Preis für journalistische Recherche des Jerewaner Presseklubs für das Binden und Editieren des Buchs Tiezerakan.
- 2012: Erinnerungsmedaille „20 Jahre armenische Armee“ des Verteidigungsministeriums